# Енергетична політика Європейського Союзу
Енергетична стратегія Європейського Союзу — стратегія, розроблена Європейською Комісією, щодо основних напрямів розвитку енергетики Країн-Членів. Девізом енергетичної стратегії Європейського Союзу є: Безпечна, конкурентна та стала енергія. Цілі енергетичної стратегії ЄС:
- безпечне постачання енергоресурсів у будь-який час у будь-якому місці;
- створення конкурентного середовища для усіх постачальників енергоресурсів, що гарантує доступність цін для домогосподарств, бізнесу, індустріальних виробників;
- забезпечення сталого споживання енергоресурсів у поєднанні зі зниженням обсягів викидів парникових газів, забруднюючих речовин та зменшенням використання викопних ресурсів.

Зазначені цілі допоможуть ЄС впоратися зі своїми найбільш амбітними викликами. Окрім цього, наша залежність від імпорту енергоресурсів є особливо гнітючою, особливо враховуючи той факт, що ЄС імпортує більш ніж половину енергоносіїв вартістю понад €350 млрд на рік. Інший важливий виклик охоплює чимраз вищий світовий попит та обмеженість паливних ресурсів таких, як нафта, що призводить до вищих цін. Врешті, продовження використання викопних ресурсів спричиняє глобальне потепління.
Основні питання енергетичної політики включають:
- Європейський Енергетичний Союз, що стане запевненням безпечної, доступної та привітної до довкілля енергії для громадян ЄС та бізнесу дозволяючи вільний рух енергоресурсів через національні кордони всередині ЄС приносячи нові технології та оновлену інфраструктуру задля зменшення витрат домогосподарств, створення робочих місць та прискорення економічного зростання;
- Стратегія Енергетичної Безпеки Європейського Союзу, що є низкою коротко та довгострокових заходів щодо підтримки безпеки постачання ЄС;
- Створення Ємного та об'єднаного енергетичного ринку всередині ЄС — Внутрішній Енергетичний Ринок. На додачу, прокладання нових газопроводів та силових ліній задля розвитку внутрішньоєвропейської газової та електроенергетичної мережі. Прийняття єдиних правил гри задля підвищення конкуренції між постачальниками та задля покращення споживчого різноманіття;
- Стимулювання власного виробництва енергії, включаючи розвиток відновлювальних джерел енергії;
- Стимулювання зростання енергоефективності;
- Загострення уваги на Безпеці всередині Європейського енергетичного сектору у поєднанні з регуляторним тиском, таким як регламентація зберігання атомних відходів та контроль над діяльністю морських нафто- та газодобувних платформ.

Для впровадження вищевказаних цілей у загальнозрозумілій довгостроковій стратегії, ЄС сформулював цілі для 2020-го, 2030-го та 2050-го рр.

## Енергетична Стратегія 2020
Енергетична Стратегія 2020 визначає пріоритети політики ЄС у період з 2010 по 2020, що має на меті:
- Зменшення викидів парникових газів щонайменше на 20 %;
- Збільшення долі відновлювальної енергетики у портфелі споживання ЄС щонайменше до 20 %;
- Підвищення енергоефективності щонайменше на 20 %.

## Енергетична стратегія 2030
До 2030 Країни ЄС мають досягнути наступних цілей:
- скорочення викидів парникових газів у порівнянні з 1990 роком щонайменше на 40 %;
- збільшення частини відновлювальної енергетики у структурі споживання до 27 %;
- збільшення енергетичної ефективності на 27 % щонайменше (можливий перегляд цілі у 2020 році і збільшення цільового показника до 30 %);
- завершення створення спільного енергоринку, встановивши 15 % цільовий орієнтир для інтерконектингу між країнами ЄС до 2030 року;
- просування важливих інфраструктурних проєктів.

ЄС також має ціль досягти 80 %-95 % зменшення викидів парникових газів у порівнянні з 1990 роком до 2050. Для цього було розроблено Енергетичну дорожню карту.

## Цілі

### Європа 2020
Європейська комісія в 2010 році поставила цілі Європейського союзу щодо скорочення зміни клімату та сталого розвитку енергетики, які спрямовані на скорочення викидів парникових газів на 20 % від всіх первинних джерел енергії порівняно з 1990 роком, отримання 20 % потреби в енергії з поновлюваних джерел, підвищення на 20 % ефективності використання енергії (20-20-20).

### TEN-E
Можливі цілі енергетичної політики для Європи були розроблені в зелених книгах Комісії Європейської стратегії. У 2006 році Комітет переглянув головні принципи щодо інтеграції Транс'європейських мереж. Метою став розвиток внутрішнього ринку електроенергії та газу, що гарантує безпеку постачання, солідарність між членами Європейського союзу, а також розробка і підключення поновлюваних джерел енергії, підвищення надійності і розвиток більш стійкого, ефективного енергетичного балансу для безпеки і конкурентоспроможності енергопостачання.

## Енергетична інфраструктура
Євросоюз прагне створити стратегічні мережі виробництва для передачі та зберігання енергії, інтегровані в енергетичний ринок, а також впроваджувати комплексний підхід до боротьби зі зміною клімату для досягнення мети Європа 2020.
19 жовтня 2011, Європейська Комісія схвалила головні принципи для регулювання інфраструктури транс'європейських енергетичних мереж, визначено 12 пріоритетних коридорів для транспортування електроенергії, газу та нафти

## Пріоритет
Пріоритетні напрями діяльності орієнтовані на розв'язання проблеми вузьких місць, зокрема транскордонних заторів і відсутніх ланок.